# Conor Chaplin
Conor Mark Chaplin (ur. 16 lutego 1997 w Worthing) – angielski piłkarz, występujący na pozycji napastnika w angielskim klubie Ipswich Town.